# Deux Jours à tuer
Ne doit pas être confondu avec Deux Heures à tuer.
Pour plus de détails, voir Fiche technique et Distribution.
Deux Jours à tuer est un film dramatique français réalisé par Jean Becker et sorti en 2008.
Il s'agit d'une adaptation cinématographique du roman du même nom de François d'Épenoux, publié en 2001.

## Résumé
À la veille de ses 42 ans, Antoine Méliot est un publicitaire à qui la vie a tout donné : Cécile, une épouse douce et aimante, deux enfants, des amis affectueux, une belle maison dans les Yvelines et une bonne situation financière. Mais un jour, pour une raison indéterminée, il choisit de mettre fin à cette existence confortable. En l'espace d'un week-end, il s'évertue à démolir tout ce qui faisait sa vie.
Il commence son œuvre destructrice en claquant la porte de son travail, après avoir délibérément saboté un rendez-vous avec un client. De retour chez lui, alors qu'il vient de dire ses quatre vérités à sa belle-mère acariâtre, son épouse l'accuse d'infidélité : le midi même, l'une de ses amies l'a vu déjeuner en compagnie d'une autre femme. Antoine ne dément pas et annonce à son épouse bouleversée qu'il souhaite mettre un terme à leur vie conjugale.
Plus tard, ses enfants lui offrent des dessins comme cadeaux d'anniversaire. À leur grande consternation, Antoine se montre critique et sévère, estimant que leurs travaux sont ratés.
Le soir même, ses amis lui ont préparé un dîner-surprise pour célébrer son anniversaire. Avec férocité, il leur jette à la figure des vérités difficiles à entendre et se comporte de façon grossière, allant jusqu'à simuler un adultère avec la femme d'un des convives. Nul ne comprend ce qui lui arrive. La soirée est définitivement saccagée par un pugilat opposant les invités à un Antoine complètement hystérique. Après avoir jeté dehors ses ex-amis, il quitte pour toujours le domicile familial.
Sans un regard pour sa vie passée, il entreprend un voyage à destination de l'Irlande à Roundstone (Connemara) où habite son père, un homme bourru et solitaire, qu'il connaît très peu.
Leur approche est douloureuse, mais les deux caractères forts finissent par s’accommoder. Lors d'une partie de pêche à la mouche, Antoine perd connaissance. Son père découvre le très lourd secret d’Antoine : atteint d'un cancer incurable, il ne lui reste plus beaucoup de temps à vivre. La femme que Cécile a prise pour sa maîtresse était son amie médecin, et il a délibérément saboté ses relations pour ne pas infliger son sort à ses proches, à qui il n'a jamais osé le dire. Il demande à son père d'aller voir sa femme, après sa mort, pour lui dire la vérité.

## Fiche technique
Sauf indication contraire ou complémentaire, les informations mentionnées dans cette section proviennent du générique de fin de l'œuvre audiovisuelle présentée ici.
- Titre original : Deux Jours à tuer
- Titre international : Love Me No More
- Réalisation : Jean Becker
- Scénario : Éric Assous et Jérôme Beaujour, d'après le roman éponyme de François d'Épenoux
- Musique : Alain Goraguer et Patrick Goraguer - Maurice Vander au piano
- Production : Louis Becker (Studio Canal)
- Photographie : Arthur Cloquet
- Montage : Jacques Witta
- Costume : Annie Périer
- Genre : drame
- Distribution : Studiocanal
- Pays de production :  France
- Langue : français
- Durée : 82 minutes
- Format :  couleur - 35 mm - 2,35:1
- Son : Dolby Digital et DTS
- Date de sortie[1] : 30 avril 2008 ( France)
- Box Office France : 1 089 095 entrées[2].

## Distribution
- Albert Dupontel : Antoine Méliot
- Marie-Josée Croze : Cécile Méliot, la femme d'Antoine
- Pierre Vaneck : le père d'Antoine
- Alessandra Martines : Marion Dange
- Cristiana Reali : Virginie
- Mathias Mlekuz : Éric
- Claire Nebout : Clara
- François Marthouret : Paul
- Anne Loiret : Anne-Laure
- José Paul : Thibault
- Daphné Bürki : Bérengère
- Samuel Labarthe : Étienne
- Guillaume de Tonquédec : Sébastien, l'associé d'Antoine
- Marine Laporte: Alice Méliot, la fille d'Antoine
- Titouan Laporte: Vincent Méliot, le fils d'Antoine
- Jean Dell : Mortez, le patron des yaourts
- Annick Alane : madame Lemoine, la voisine âgée
- Marie-Christine Adam : la mère de Cécile
- Mario Pecqueur : Maurice, le père de Cécile
- Thierry Liagre  : le propriétaire de la Jaguar
- Stéphan Wojtowicz : le patron du café
- Xavier Gallais : Marc, le chômeur auto-stoppeur

## Musiques additionnelles
Sauf indication contraire ou complémentaire, les informations mentionnées dans cette section proviennent du générique de fin de l'œuvre audiovisuelle présentée ici.
- Générique de fin : Le Temps qui reste - Serge Reggiani
- Chelsea Burns - Keren Ann
- J'ai oublié de vivre - Johnny Hallyday (accompagnée au chant par Albert Dupontel et Xavier Gallais)
- Un monde parfait - Ilona Mitrecey
- Sans pour autant être cité au générique, l'air irlandais traditionnel joué au pub est The Irish Washerwoman (La lavandière irlandaise).
- The Lonesome Boatman - Finbar & Eddie Furey

## Tournage
Le film a été tourné
- A Paris
- Dans le département des Yvelines (Neauphle-le-Château)
- Dans le département de la Manche (Sortosville-en-Beaumont, Émondeville, Barneville-Carteret, Portbail, La Haye-du-Puits, Cherbourg)
- En Irlande (Roundstone et dans le Connemara)

## Distinctions
Lors de la 34e cérémonie des César, le film est nommé dans les catégories Meilleur acteur (pour Albert Dupontel), Meilleur second rôle masculin (pour Pierre Vaneck) et Meilleure adaptation.